# Patrice-Edouard Ngaïssona

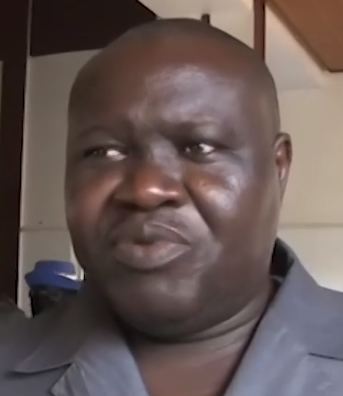

Patrice-Edouard Ngaïssona é ex-Ministro dos Esportes da República Centro-Africana, presidente da Federação Centro-Africana de Futebol e líder do anti-balaka, preso em 2018 por seus crimes de guerra.

## Vida
Ngaïssona nasceu em 1967 em Begoua. Ele foi Ministro dos Esportes sob o regime de François Bozizé e presidente da Federação Centro-Africana de Futebol a partir de 2008. Em dezembro de 2013, tornou-se líder de uma das facções do anti-balaka. Em fevereiro de 2018 foi eleito pelo Comitê Executivo da Confederação Africana de Futebol para representar a República Centro-Africana. Em 12 de dezembro de 2018, Ngaïssona foi preso em Paris pelas autoridades francesas por seu envolvimento em crimes de guerra de acordo com um mandado de prisão do Tribunal Penal Internacional. Em 28 de novembro de 2019, foi proibido pela FIFA de participar de qualquer atividade relacionada ao futebol por seis anos e oito meses, sendo também foi multado em 500.000 francos suíços. Seu julgamento começou em fevereiro de 2021.
Em 30 agosto de 2021, em Haia, as audiências no caso centro-africano de Alfred Yekatom 'Rhombot' / Patrice-Edouard Ngaïssona foram retomadas após serem adiadas em junho. A 16.ª testemunha, colocada sob condição de anonimato, foi inquirida sobre os ataques na região de Bossangoa durante o ano de 2013.